# ازدواج همجنس در هاوایی
ازدواج همجنس در هاوایی از ۲ دسامبر ۲۰۱۳ به صورت قانونی انجام می‌شود. هاوایی پانزدهمین ایالت آمریکاست که ازدواج همجنس در آن قانونی شد.

## تاریخچه
روند قانونی‌سازی ازدواج همجنس در هاوایی از اوایل دهه ۱۹۹۰ میلادی آغاز شد. در ۱۹۹۰ یک زوج همجنس‌گرای زن برای دریافت گواهی ازدواج درخواست کردند. دادگاه عالی هاوایی در ۱۹۹۳ با این استدلال که جلوگیری از ازدواج، تبعیض‌آمیز و غیرقانونی است به سه زوج همجنس‌گرا اجازه ازدواج داد. البته کنگره در ۱۹۹۶ قانون دفاع از ازدواج را تصویب کرد که ازدواج را بین یک مرد و یک زن تعریف می‌کرد.
مجلس سنای هاوایی در ۳۰ اکتبر ۲۰۱۳ پیش‌نویس قانون ازدواج همجنس را با رأی ۲۰ به ۴ تصویب کرد. نیل آبرکرومبی فرماندار دموکرات هاوایی چندی پیش از آن حمایت خود را از تصویب این قانون اعلام کرده بود. در ۸ نوامبر ۲۰۱۳ مجلس نمایندگان هاوایی با رأی ۳۰ به ۱۹ قانون ازدواج را تصویب نمود. این قانون در ۱۳ نوامبر توسط فرماندار، نیل آبرکرومبی امضا شد.
قانون ازدواج همجنس در هاوایی از ۲ دسامبر ۲۰۱۳ به اجرا درآمد. شش زوج همجنس نخستین زوج‌هایی بودند که بلافاصله پس از فعال شدن این قانون طی مراسمی با یکدیگر ازدواج کردند.